# フレデリック・チルバ
フレデリック・ジャコブ・タイタス・チルバ（英語: Frederick Jacob Titus Chiluba, 1943年4月30日 - 2011年6月18日）は、ザンビアの政治家。ザンビア共和国第2代大統領（在任1991年 - 2001年）。

## 略歴
チルバはカッパーベルト州のキトウェで生まれ、1980年代にはザンビアの労働組合であるザンビア労働組合会議(ZCTU)の議長に就任。当時のケネス・カウンダ政権と対立した。1990年、カウンダが一党制を廃止し複数政党制の導入を決定すると、チルバ率いるZCTUはカウンダの与党・統一民族独立党（UNIP）と対立する勢力を結集して、複数政党制民主主義運動(MMD)を結党。チルバは党首に就任した。
1991年の選挙でMMDは150議席中125議席を得て大勝し、政権交代が実現。チルバは大統領に就任した。
チルバは政権を取ると前カウンダ政権の社会主義政策を改め、自由化を推進。外資を積極的に導入する姿勢を見せた。しかし、1992年に政権内の汚職が相次いで発覚。自治相、公共事業相、農業相、商工相、外相、地域開発相、法相が辞任する事態となり、またチルバ自身の汚職疑惑も浮上した。
これにより与党・MMDが支持を失うと、チルバは1996年の大統領選挙に勝利するため、両親がマラウィ出身である前大統領・カウンダの大統領候補者資格に疑義を呈し、カウンダが出馬できなくなるような条項を盛り込んだ憲法を強行採決。これに野党が反発し、1996年の選挙では野党がボイコットする中MMDが圧勝した。さらに1997年10月、チルバに反対する軍の一部がクーデター未遂を起こすと、チルバはカウンダなど主な野党政治家を反乱謀議の疑いで逮捕した。このような動きに、欧米諸国は援助を停止し外資の導入も止まり、ザンビア経済は停滞を続けることとなった。
2001年の大統領選挙にはチルバは出馬せず、レヴィー・ムワナワサ副大統領を後継に指名した。しかし2003年、ムワナワサはチルバの汚職を糾弾し、チルバは汚職の罪で逮捕・起訴されたが、2009年に無罪判決を受けた。
2011年6月18日、ザンビアの首都ルサカの自宅で死去。68歳没。